# Loxosomella intragemmata
Loxosomella intragemmata är en bägardjursart som beskrevs av Iseto 2003. Loxosomella intragemmata ingår i släktet Loxosomella och familjen Loxosomatidae. Inga underarter finns listade i Catalogue of Life.